# Бутињи сир Есон
Бутињи сир Есон (фр. Boutigny-sur-Essonne) је насељено место у Француској у региону Париски регион, у департману Есон.
По подацима из 2011. године у општини је живело 3061 становника, а густина насељености је износила 188,95 становника/km².

## Демографија
| 1962. | 1968. | 1975. | 1982. | 1990. | 2011. |
| ----- | ----- | ----- | ----- | ----- | ----- |
| 893   | 1.054 | 1.515 | 1.979 | 2.556 | 3.061 |